# (11050) Messiaën
(11050) Messiaën es un asteroide perteneciente al cinturón de asteroides, descubierto el 13 de octubre de 1990 por Freimut Börngen y el también astrónomo Lutz Dieter Schmadel desde el Observatorio Karl Schwarzschild, en Tautenburg, Alemania.

## Designación y nombre
Designado provisionalmente como 1990 TE7. Fue nombrado Messiaën en honor a Olivier Messiaen organista en la Iglesia de la Santa Trinidad de París compositor y profesor de compositores.

## Características orbitales
Messiaën está situado a una distancia media del Sol de 2,971 ua, pudiendo alejarse hasta 3,255 ua y acercarse hasta 2,687 ua. Su excentricidad es 0,095 y la inclinación orbital 9,097 grados. Emplea 1871,20 días en completar una órbita alrededor del Sol.

## Características físicas
La magnitud absoluta de Messiaën es 13,8. Tiene 6 km de diámetro y su albedo se estima en 0,174.